# 김양도
김양도 (양도공) (良圖公)은 (610년 ~ 670년, 풍월주 637년 ~ 640년)신라의 22대 풍월주이다.
신라 중기의 귀족ㆍ장군ㆍ관인이다. 김유신(金庾信)을 따라 백제와 고구려를 칠 때 참전해 공을 세웠다. 관등은 파진찬(波珍湌).
진평왕과 보명궁주의 딸인 양명공주와 하종과 미모낭주 설씨의 아들인 모종공의 아들이다.
백제를 쳐서 수도 사비성(泗沘城)을 함락시킨 태종 무열왕(太宗武烈王) 7년(660년)에 당(唐)의 장수 소정방(蘇定方)이 옛 백제의 수도 사비성에 있던 정림사의 석탑 표면에 새기게 한 『당평제비』 비문에는 "우무위중랑장(右武衛中郞將) 김양도(金良圖)"로 기재되어 있다. 문무왕(文武王) 원년(661년) 2월에는 사비성을 탈환하려는 백제 부흥군에게 포위되어 고립된 당군을 구원하기 위해 편성된 원군의 대당장군(大幢將軍)이 된 이찬(伊湌) 김품일(金品日)의 부장으로서 왕자 문왕(文王)과 함께 참전하였다. 문무왕 2년(662년)에는 김유신을 따라, 평양(平壤)을 포위한 소정방의 당군에게 군량을 가져다주기 위한 임무를 띠고 김인문(金仁問)과 함께 파견되었다. 문무왕 8년(668년) 6월에 고구려 공격을 위해 편성된 신라군 지휘부의 38총관 가운데 대당총관(大幢總官)으로서 신라군을 거느리고 당군과 합세해 고구려를 멸했다.
고구려 멸망 이후 당나라는 백제와 고구려의 옛 땅에 웅진도독부(熊津都督府)와 안동도호부(安東都護府)를 둔 것을 계기로 현지에 대한 직접지배를 시도하는 한편, 신라왕에게도 계림주대도독이라는 작위를 주는 등 신라까지 당의 지배하에 넣으려 했다. 신라는 이에 맞서 고구려 부흥군을 지원하며 옛 백제 땅에 주둔해 있던 당군을 공격하기 시작했다(나당전쟁). 당이 이를 문제삼자 해명을 위해 문무왕 9년(669년)에 각간(角干) 김흠순(金欽純)과 함께 당나라에 파견되었으나 고종(高宗)에 의해 억류되어, 흠순과 함께 장안(長安)의 감옥에 갇혔다. 이듬해(670년) 당 조정은 흠순에게는 귀국을 허락했으나 양도는 그대로 억류되었고, 그곳에서 옥사했다.
당대에 문장에 뛰어났다고 알려졌으며, 생애에 모두 여섯 번 당에 파견되었다. 《삼국유사》(三國遺事)에는 어려서 귀신의 장난으로 온몸이 마비되어 말도 제대로 하지 못하는 병을 앓았다가 승려 밀본(密本)의 도움으로 병을 치료할 수 있었고, 그 일을 계기로 불교를 깊이 믿게 되어 흥륜사(興輪寺) 금당의 미륵존상과 좌우 보살의 진흙상을 빚어 모시고 그 벽에는 금으로 불화(佛畵)를 그렸으며, 두 딸인 화보(花寶)ㆍ연보(蓮寶)를 불문에 귀의시키고 흥륜사의 종으로 삼게 했다고 한다.

## 가족 관계
보량과 돈독한 사이를 과시했지만 실제로 색을 좋아하여 낭두의 처들이 양도의 아이를 많이 낳았다. 또한 애첩의 친척을 아끼는 듯 옳지 못한 처사가 많았다.

### 선대
- 조부: 제 11대 풍월주 하종공(夏宗公)
- 조모: 미모낭주 설씨(美毛娘主 薛氏)
  - 아버지: 모종공(毛宗公)
- 외조부: 신라 제 26대 국왕 진평왕
- 외조모: 보명궁주(寶明宮主)
  - 어머니: 양명공주 김씨(良明公主 金氏)

### 부인과 후손
- 누이이자 부인: 보량궁주 설씨(寶良宮主 薛氏)
  - 아들: 양효(良孝)
  - 아들: 6명
  - 딸: 양시(良時)
- 정인: 능보(能寶)
- 정인: 춘화(春華) - 17대 풍월주 염장공(廉長公)의 딸
- 정인: 천운(天雲)
- 정인: 명란(明蘭)
  - 서자: 10명의 아들과 10명의 딸

## 생애

### 출생
양명공주는 본래 보종의 부인이었다. 색사에 관심이 없었던 아들 보종 때문에 고민하던 미실은 왕경의 여자들을 모아놓고 보종과 합하면 상을 내리겠다고 했다. 그 사이에 있던 양명공주는 꾀를 내어 보종을 유혹했고 보라와 보량, 두 딸을 낳았다. 그러나 얼마 지나지 않아 보종은 또다시 색사에 무관심해졌다. 그 사이 길몽을 꾼 양명은 태몽임을 확신하고 보종에게 합하길 바라나 보종은 대자로 누워 자버렸다. 옆에서는 보종의 조카 모종이 그림을 그리고 있었다. 보종이 잠결에 발을 움직였고 먹물이 모종의 옷을 적셨다. 양명공주는 옷을 빨아주겠다고 했고 모종과 자연스럽게 합하게 되었다. 그리고 양도가 태어났다. 양도는 보종을 아버지로 알고 자랐다. 그래서 모종을 숙공(叔公)이라 불렀다.

### 성장
어린 양도는 어머니인 양명공주에게 자신의 작명을 어찌하였냐고 물었다. 보종을 아버지로 섬기는 어린 양도를 위하여 양명공주는 "그림을 잘 그리길 바라며 지었다"고 말했다. 사실은 양도를 잉태하던 날, 모종이 그림을 그렸기 때문이었다. 그 말을 들은 양도는 그림 그리기에 열중하여 군도를 잘 그렸다고 한다.
나중에 모종이 친부임을 알게 된 양도가 모종을 아버지로 섬기려 하자, 모종은 거부하였다.

### 혼인
양명공주와 보종의 딸이었던 보량궁주는 진평왕의 후궁으로 보로전군을 낳았다. 그러나 승만황후의 투기로 궁중에서 물러난 보량궁주는 양도와 혼인하길 바랐다. 중국의 영향을 받은 양도는 근친혼을 꺼려했고 보량궁주는 앓아누웠다. 그러자 양명공주가 나서서 혼인을 주선했다. 혼인 후 양도는 보량을 섬기기만 할 뿐, 아내로 대하지 않았다. 이에 보량이 화를 내자 양도는 "큰 사랑은 공경하기를 신같이 하고 작은 사랑은 희롱하기를 옥같이 한다"라는 말을 해 보량의 화를 풀었다. 감동을 받은 보량은 늘 품 속에 보도를 지니고 다니며 양도가 죽으면 자결한 뜻을 품었다고 한다. 양도도 보량을 아껴 보량이 폐신 찰의와 통정하는 것을 내버려두고, 작은 낭정을 맡겼다고 한다.

## 참고 문헌
- 《삼국사기》
- 《삼국유사》
- 《동사강목》(東史綱目)